# Thierry Gueorgiou
Thierry Gueorgiou (* 30. března 1979 Saint-Étienne) je bývalý francouzský reprezentant v orientačním běhu, jenž v současnosti žije ve švédské Uppsale. Je čtrnáctinásobný mistr světa v orientačním běhu v letech 2003 až 2017. V současnosti běhá za francouzský klub NOSE a finský klub Kalevan Rasti, za který startuje ve Skandinávii.

## Sportovní kariéra
| Přehled úspěchů na Mistrovství světa | Přehled úspěchů na Mistrovství světa | Přehled úspěchů na Mistrovství světa | Přehled úspěchů na Mistrovství světa | Přehled úspěchů na Mistrovství světa |
| Mistrovství světa                    | Sprint                               | Middle                               | Long                                 | Štafety                              |
| ------------------------------------ | ------------------------------------ | ------------------------------------ | ------------------------------------ | ------------------------------------ |
| Grimstad 1997                        | X                                    | 50. místo                            | X                                    | 12. místo                            |
| Inverness 1999                       | X                                    | 24. místo                            | X                                    | 12. místo                            |
| Tampere 2001                         | 12. místo                            | 18. místo                            | X                                    | 11. místo                            |
| Jona 2003                            | 3. místo                             | 1. místo                             | X                                    | 14. místo                            |
| Västerås 2004                        | 5. místo                             | 1. místo                             | X                                    | 7. místo                             |
| Aichi 2005                           | X                                    | 1. místo                             | 7. místo                             | 2. místo                             |
| Århus 2006                           | X                                    | 4. místo                             | 8. místo                             | 11. místo                            |
| Kyjev 2007                           | 1. místo                             | 1. místo                             | X                                    | 6. místo                             |
| Olomouc 2008                         | 5. místo                             | 1. místo                             | X                                    | DSQ                                  |
| Miskolc 2009                         | X                                    | 1. místo                             | 2. místo                             | 25. místo                            |
| Trondheim 2010                       | X                                    | 3. místo                             | 3. místo                             | 8. místo                             |
| Savojsko 2011                        | X                                    | 1. místo                             | 1. místo                             | 1. místo                             |
| Lausanne 2012                        | X                                    | 4. místo                             | X                                    | 5. místo                             |
| Tartu 2017                           | X                                    | 1. místo                             | X                                    | ?                                    |

| Přehled úspěchů na Mistrovství Evropy | Přehled úspěchů na Mistrovství Evropy | Přehled úspěchů na Mistrovství Evropy | Přehled úspěchů na Mistrovství Evropy | Přehled úspěchů na Mistrovství Evropy |
| Mistrovství Evropy                    | Sprint                                | Middle                                | Long                                  | Štafety                               |
| ------------------------------------- | ------------------------------------- | ------------------------------------- | ------------------------------------- | ------------------------------------- |
| Truskavets 2000                       | X                                     | 41. místo                             | X                                     | X                                     |
| Sümeg 2002                            | 12. místo                             | 8. místo                              | X                                     | 9. místo                              |
| Røskilde 2004                         | X                                     | 1. místo                              | 13. místo                             | X                                     |
| Otepää 2006                           | 19. místo                             | 1. místo                              | X                                     | 2. místo                              |
| Ventspils 2008                        | 8. místo                              | 1. místo                              | X                                     | 4. místo                              |
| Primorsko 2010                        | X                                     | 11. místo                             | DSQ                                   | 2. místo                              |
| Falun 2012                            | X                                     | Q2. místo                             | Q2. místo                             | X                                     |

| Přehled úspěchů na Mistrovství světa juniorů | Přehled úspěchů na Mistrovství světa juniorů | Přehled úspěchů na Mistrovství světa juniorů | Přehled úspěchů na Mistrovství světa juniorů | Přehled úspěchů na Mistrovství světa juniorů |
| Mistrovství světa juniorů                    | Sprint                                       | Middle                                       | Long                                         | Štafety                                      |
| -------------------------------------------- | -------------------------------------------- | -------------------------------------------- | -------------------------------------------- | -------------------------------------------- |
| Horsens 1995                                 | X                                            | 60. místo                                    | X                                            | 10. místo                                    |
| Govora 1996                                  | X                                            | 100. místo                                   | X                                            | 13. místo                                    |
| Leopoldsburg 1997                            | X                                            | X                                            | 43. místo                                    | 14. místo                                    |
| Reims 1998                                   | X                                            | 7. místo                                     | 2. místo                                     | 3. místo                                     |
| Varna 1999                                   | X                                            | 3. místo                                     | 8. místo                                     | 2. místo                                     |